# Rewiatycze
Rewiatycze (biał. Равяцічы) – wieś na Białorusi, w obwodzie brzeskim, w rejonie bereskim, w sielsowiecie Siehniewicze.
Znajduje się tu parafialna cerkiew prawosławna pw. Opieki Matki Bożej.
W II Rzeczypospolitej miejscowość była siedzibą wiejskiej gminy Rewiatycze.